# 科林納鎮區 (明尼蘇達州賴特縣)
科林納鎮區（英語：Corinna Township）是位於美國明尼蘇達州賴特縣的一個行政鎮區。

## 歷史
科林納鎮區於1858年設立，得名自緬因州的科林納。

## 地方資料
科林納鎮區的面積為85.22平方千米，當中陸地面積為63.28平方千米，而水域面積為21.94平方千米。根據2020年美國人口普查的數據，當地共有人口2540人，而人口密度為每平方千米29.81人。